# Physarales
A Physarales, más néven Physariida az Amoebozoa Myxogastria kládjának csoportja. 3 csoportja a Didymiaceae, a Lamprodermataceae és a Physaraceae. Először Thomas Huston Macbride írta le 1922-ben. A nyálkagombák egyik legsokszínűbb taxonja, és a sötét spórájúak (Fuscisporidia) tagja.
A Myxogastria legnagyobb rendje.

## Történet
Thomas Huston Macbride írta le a rendet 1922-ben, 2022-ben pedig a Myxogastria hagyományos rendszerezésének módosítását javasolták Leontyev et al., és a Colloderma, Diacheopsis, Elaeomyxa és Lamproderma nemzetségeket ide sorolták át.:223 Ez megfelel Fiore-Donno et al. filogenetikai tanulmányának.:224
2023-ban García-Martín et al. megállapították, hogy a Didymiaceae a Physarales többi csoportjával szemben parafiletikus.

## Morfológia
Sejtfaluk nincs, ezért könnyen tudnak mozogni, vékony membránjuk miatt gyakran nedves környezetben élnek. Számos fajukat morfológiai alapon különböztették meg, például a Didymiumba 2022-ben 89 ismert morfofaj tartozott. Morfológiai változásai azonban nem feltétlenül örökletesek, hanem az adaptív plaszticitás formái lehetnek, Az ez alapon létrehozott Physarum nemzetség például polifiletikus volt legalább 3 önálló kláddal magi rDNS-minikromoszóma-elemzés alapján, szünapomorfiájuk az L2449 ribozim.
A sporotékába kolumella türemkedik, spórái falaiban lévő melaninjuk miatt sötét.
A Physarales legtöbb faja tönkje szubhipotallikus, de vannak epihipotallikus tönkű fajok is. Perídiumuk állandó, fényes, elkülönül a kapillítiumtól és meszesülhet, spóráik barnák vagy feketék.:223
A Lamprodermataceae perídiumán nincs vagy kristályos mész van, tönkje epihipotallikus, kapillitiális szálai kettéválnak és anasztomózist képeznek, mészcsomói nincsenek.:224
Legalább 6 különböző taxonjukban van jelen etálium (Mucilago crustacea, Didymium yulii, Fuligo muscorum, Fuligo laevis, valamint a „Fuligo+Physarella”, Erionema és Aethaliopsis együttesében legalább kétszer). E homoplázia mellett gyakori a polimorfizmus – például a kapillítium meszesedési foka változó, egyes fajok szubsztráttól függően eltérő spóratartókat alakítanak ki.
Szemben a Stemonitalesszel, ahol a tönköt a citoplazma választja ki, a Physaralesben az csak a citoplazma és környező membránja összeszűkülése. A Stemonitopsis typhina azonban mindkettőre jellemző tönkképződési mintával rendelkezik.

## Életmód
A Diacheopsis legtöbb faja szesszilis.
Baktériumokat és gombákat eszik, 7 törzs baktériumaival szimbiózisban él.

## Élőhely
A legtöbb nyálkagomba szárazföldi, de számos Physarales-faj vízi környezetben él és szaporodik.

## Életciklus
Összetett életciklusa vegetatív diploid és szaporító haploid szakaszból áll, valamint környezeti körülményektől függően több más szakasza is lehet, például ciszta. Vegetatív állapota akár több millió sejtmagvú plazmódium.
Folyékony közegben mikroplazmódiumokat alkot plazmódiumok helyett. Az általuk termelt exopoliszacharidok galaktózból, szulfátból és nyomnyi ramnózból álló glikoproteinek, melyek rák ellen használhatók lehetnek.

## Filogenetika

### Lamproderma
A Lamproderma 4 korábbi nemzetségből áll, ezek a Colloderma, az Elaeomyxa, a Diacheopsis és a Collaria. A Lamproderma cacographicum azonban a Stemonitidaceae tagja is lehet, ez alapján a Physaralesbe tartozó Lamproderma-fajoktól elkülönülő új nemzetségbe helyezhető.:224 Korábban a Stemonitalesbe sorolták.

### DidermaésDidymium
A szemcsés kövű Diderma és a kristályos kövű Didymium közti kapcsolat nem ismert, a Didymium anellus a Diderma rokona 18S rRNS szerint, a Didymiumnak ezenkívül van a Protophysarum és Mucilago nemzetséggel is rokona.:224

## Genomika
A Physarum polycephalum sejtmagjából először 1969-ben izoláltak hisztonokat, azonban csak több mint 10 évvel később határozták meg őket. Bár hasonlóságokat találtak ezek és az állati hisztonok közt, nem azonosítottak hisztonizoformákat.
Többek közt a Craterium, a Diderma, a Didymium, a Fuligo, a Lepidoderma és a Mucilago nemzetségekben is vannak I-es csoportbeli mozgó intronokkal rendelkező fajok.

## Kölcsönhatások
A Physarales plazmódiumain 7 törzsből számos – feltehetően szimbionta – baktérium él, ezek elsősoban aerob Gram-negatív baktériumok, szerepük tehát összetettebb a nyálkagombákkal, mint hogy csak táplálékforrásuk legyen.
Parazitái közé tartoznak atkák, melyek a holt vagy bomló plazmódiumot, majd a spórákat, sporangiumokat, etáliumokat, majd az élő plazmódiumot, végül a szkleróciumot eszik.

## Fontosság

### Biológia
A Physarum polycephalum a citoplazma-áramlás, a mitózis körüli biokémiai események, az idegrendszer nélküli információfeldolgozás és az ivartalan sejtegyesülés kutatásában hasznos. 2006-ban 6 lábú robotot építettek a Southamptoni és a Kóbei egyetem kutatói, melyet a Physarum polycephalum irányított. Ezt a természetes élőhelyéhez leghasonlóbb sötét sarokba vezette. Ezenkívül a Physarales fajai könnyen tenyészthetők szintetikus közegen.

### Matematika
Aggregációjuk parciális differenciálegyenletekkel becsülhető folyamat.